# Aloe woodii
Aloe woodii är en grästrädsväxtart som beskrevs av John Jacob Lavranos och Collen. Aloe woodii ingår i släktet Aloe och familjen grästrädsväxter. Inga underarter finns listade i Catalogue of Life.